# بيتر تشايلد
بيتر تشايلد (بالإنجليزية: Peter Child) هو ملحن أمريكي، ولد في 6 مايو 1953 في يرموث الكبرى ‏ في المملكة المتحدة.

## وصلات خارجية
- بيتر تشايلد على موقع ميوزك برينز (الإنجليزية)
- بيتر تشايلد على موقع ديسكوغز (الإنجليزية)